# غاري أوستين
غاري أوستين (بالإنجليزية: Gary Austin)‏ هو مدير مسرح ‏ ومخرج أمريكي، ولد في 18 أكتوبر 1941 في دنكان في الولايات المتحدة، وتوفي في 1 أبريل 2017 في لوس أنجلوس في الولايات المتحدة بسبب سرطان.

## وصلات خارجية
- الموقع الرسمي
- غاري أوستين على موقع IMDb (الإنجليزية)